# Franz Hecker

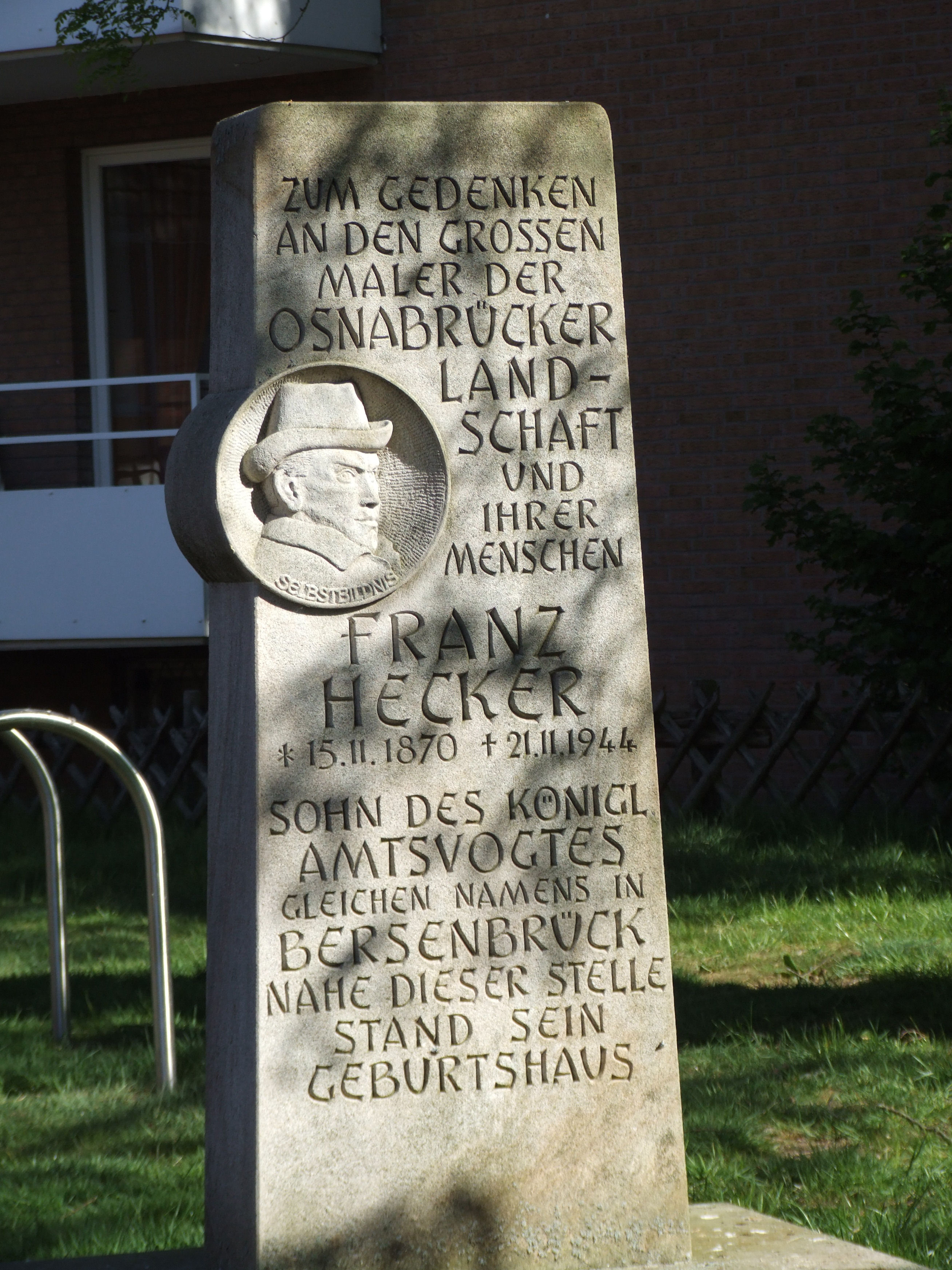
Gedenkstein in Bersenbrück

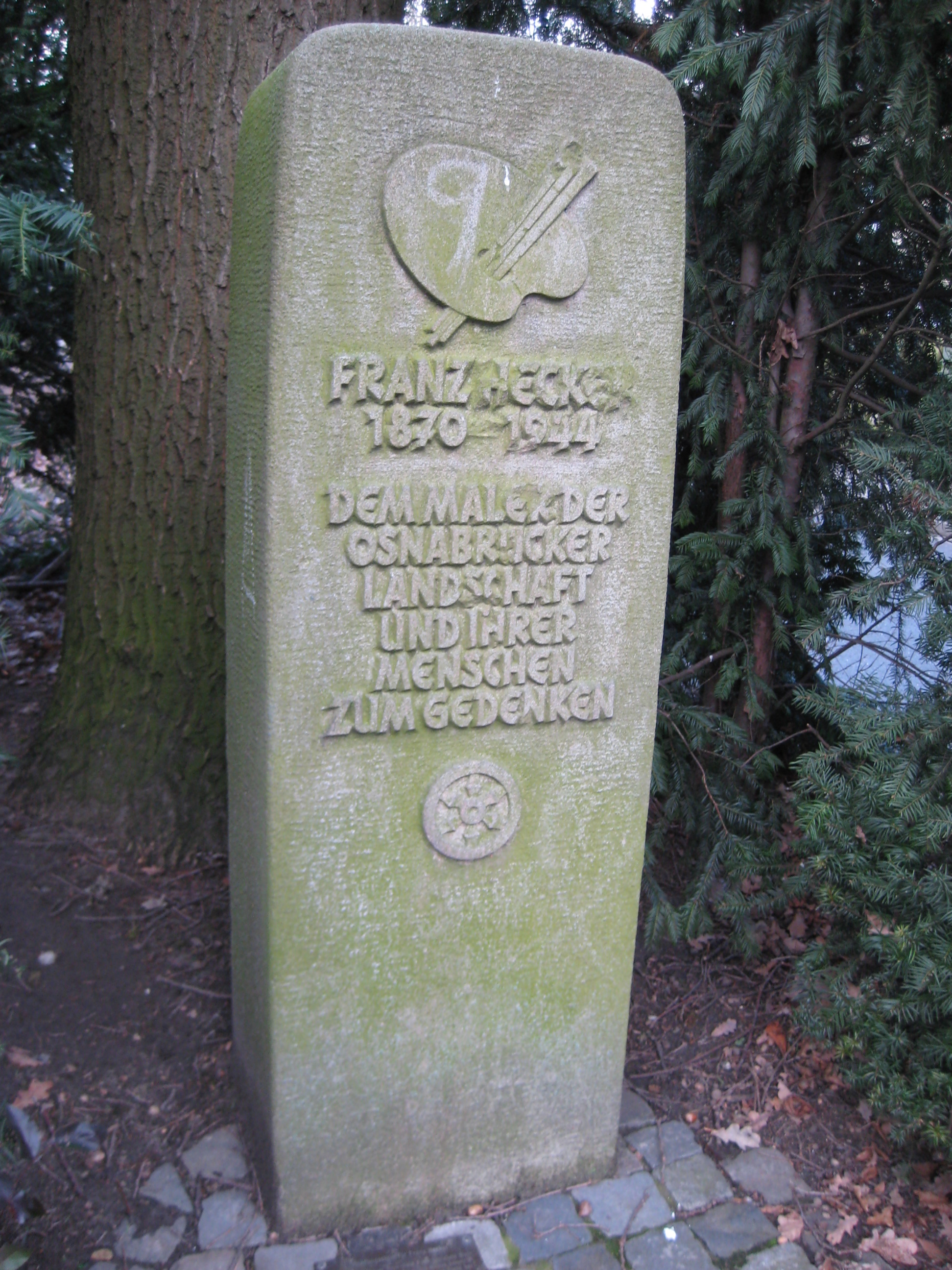
Gedenkstein in Osnabrück

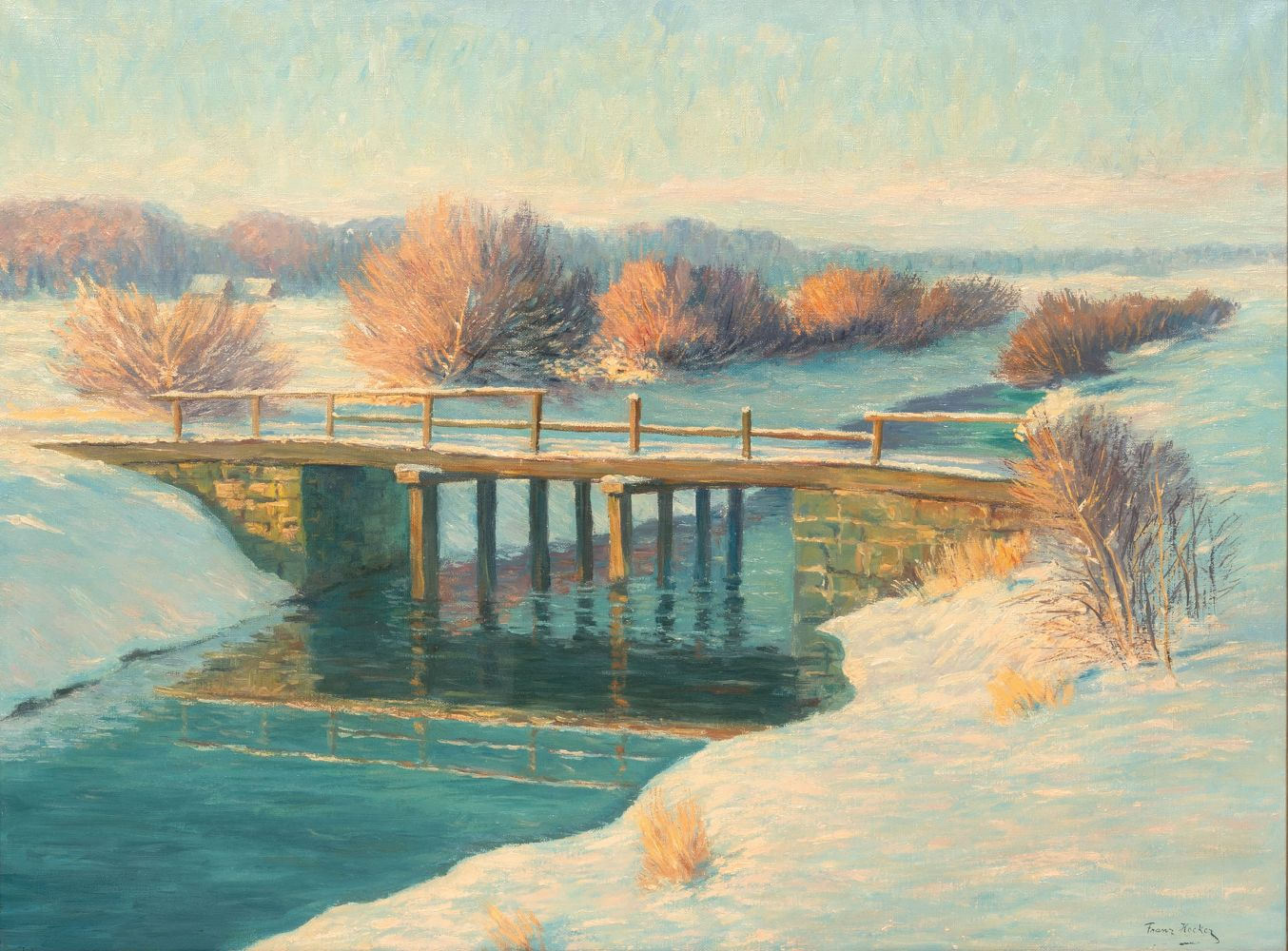
Verschneite Landschaft mit Brücke (ca. 1920); Öl auf Leinwand

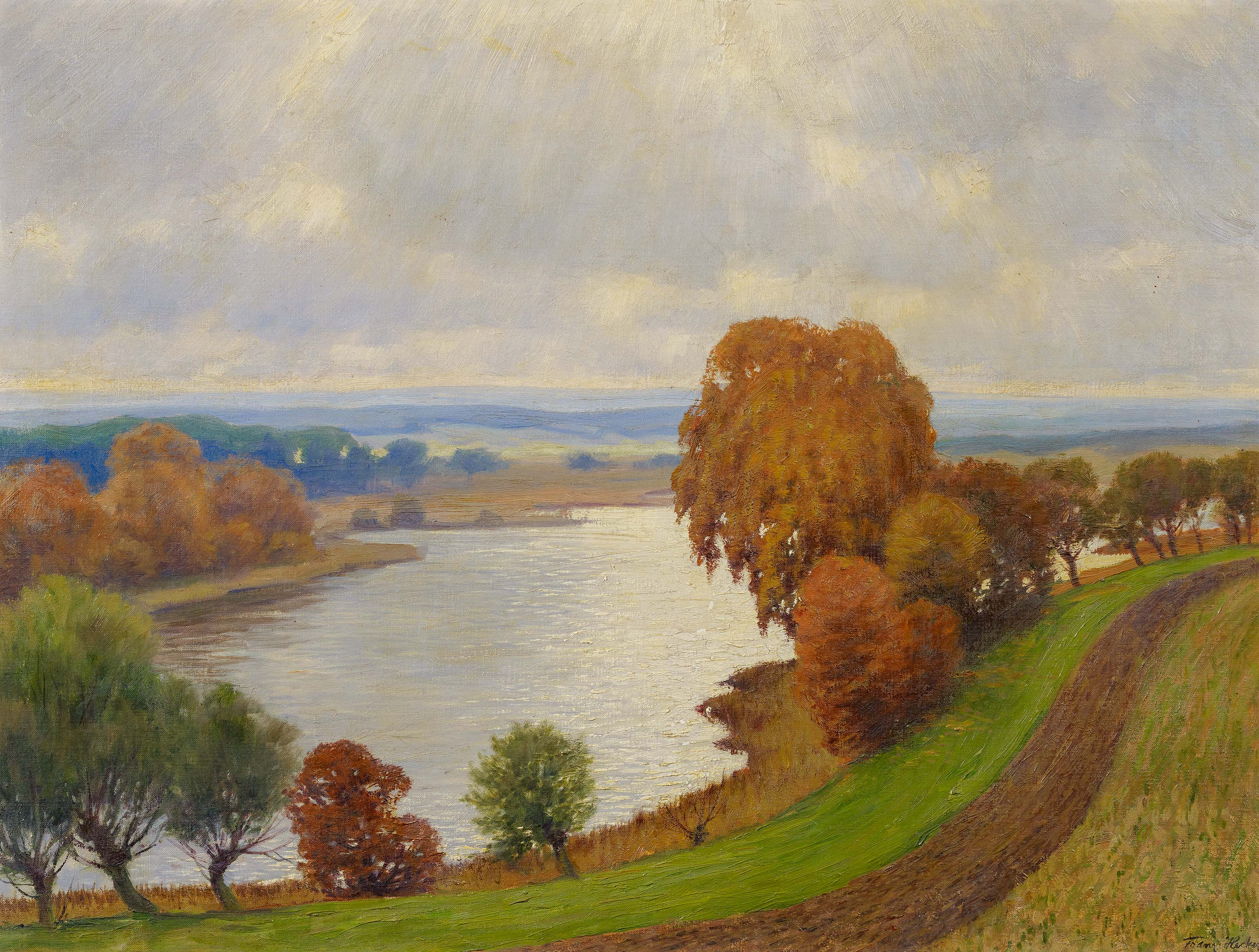
Weite norddeutsche Seelandschaft (um 1900); Öl auf Leinwand

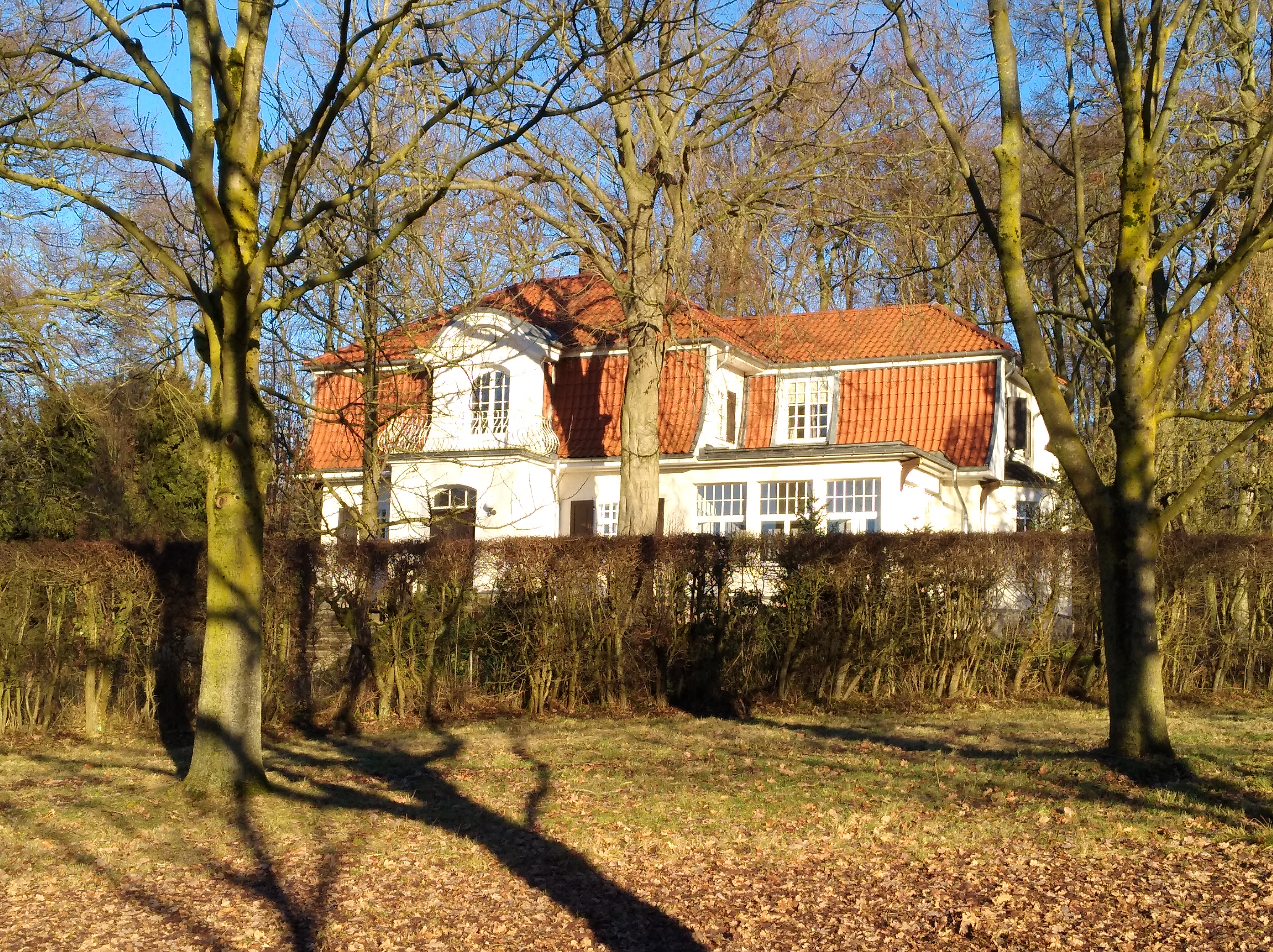
Villa Hecker am Schölerberg

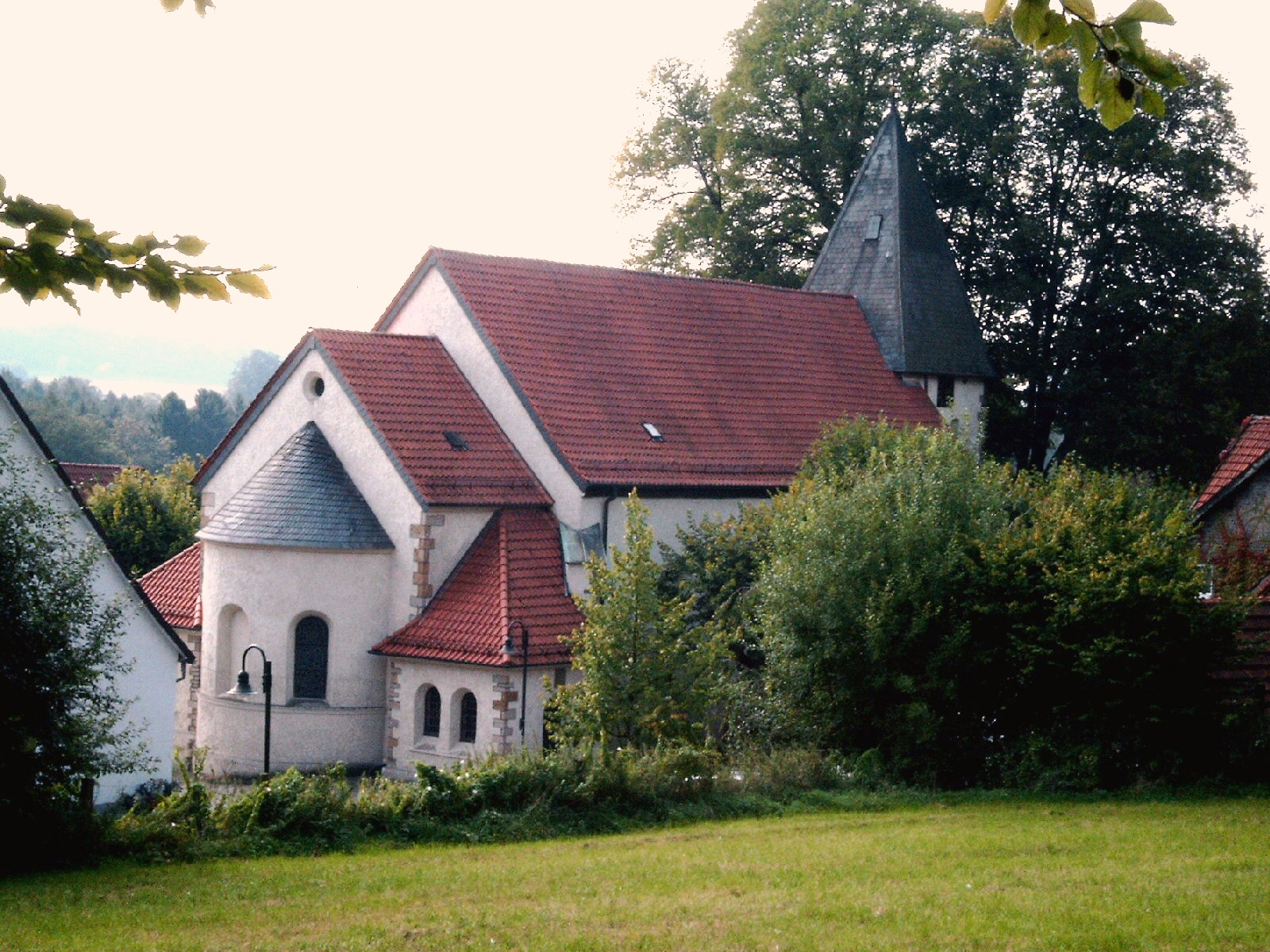
Holter Kirche in Bissendorf bei Osnabrück – Diese Ansicht wird Franz-Hecker-Blick genannt, da sie von Hecker auf einem Bild festgehalten wurde.

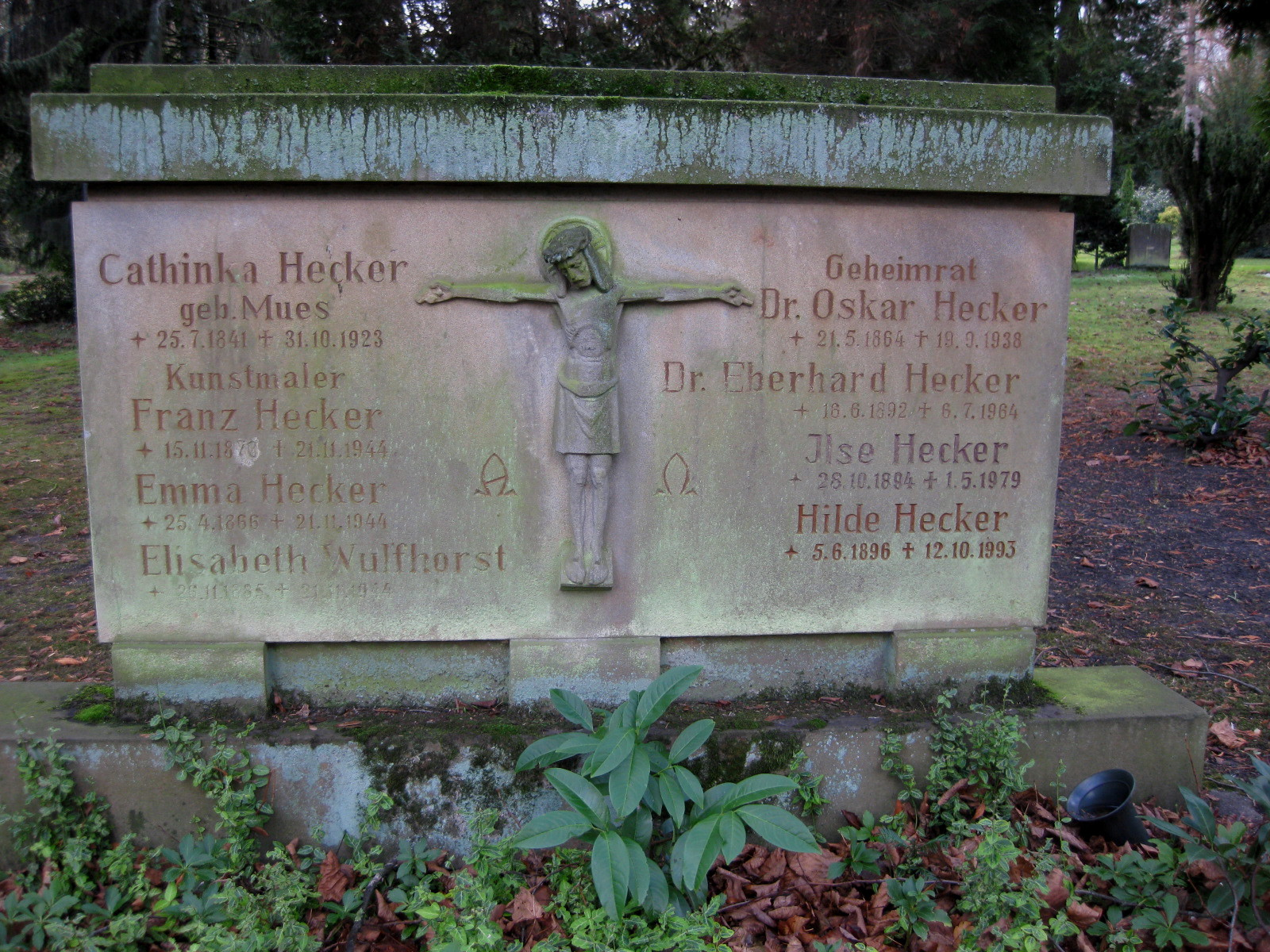
Grabstätte der Familie Hecker auf dem Johannisfriedhof in Osnabrück

Franz Hecker (* 15. November 1870 in Bersenbrück; † 21. November 1944 in Osnabrück) war ein deutscher Maler und Grafiker.

## Leben
Franz Hecker wurde als Sohn des hannoverschen Amtsvogts Franz Hecker (1796–1873) und dessen Ehefrau Catharina Hecker geb. Mues (1841–1923) aus Hastrup geboren. Der Geophysiker Oskar Hecker (1864–1938) war sein Bruder. Nach dem Tod des Vaters zog die Familie nach Osnabrück. Dort besuchte er das Gymnasium Carolinum, verließ die Schule aber vor dem Abitur. Anschließend begann er auf Wunsch seiner Mutter eine Banklehre, die er aber nach zwei Jahren abbrach. Seine weitere Ausbildung erhielt er von 1890 bis 1893 an der Kunstakademie Düsseldorf, an der er unter anderem Fritz Overbeck, Otto Modersohn und Heinrich Vogeler kennenlernte und seither oft die Künstlerkolonie Worpswede besuchte. Außerdem war er 1893 für einen Studienaufenthalt in München (im Privatatelier Paul Nauen) und 1895 an der Académie Julian in Paris unter William Adolphe Bouguereau.
Diverse Studienreisen führten ihn in die Niederlande und nach Italien (Rom, Florenz, Capri). Im Jahr 1900 kehrte er nach Osnabrück zurück. Von 1902 bis 1912 lebte er auf Gut Sandfort; 1912 bezog er eine eigene Villa am Schölerberg.
Viele seiner Werke waren landschaftlichen Motiven und Persönlichkeiten aus Bersenbrück gewidmet und sind vom Impressionismus inspiriert. Insgesamt schuf Franz Hecker mehr als tausend Werke in unterschiedlichen Techniken. Auch die Wandgemälde in den Sitzungssälen des Bersenbrücker Rathauses von 1913 stammen von ihm. Einige frühere Werke Heckers galten den Nazis als „entartet“, und 1937 wurde in der Nazi-Aktion „Entartete Kunst“ fünf seiner Werke aus der Städtische Kunsthalle Mannheim und der Städtischen Gemäldegalerie Worms beschlagnahmt und zerstört.
Hecker war Amateur-Musiker, der mit Freunden ein Streichquartett bildete. Dem Hecker-Quartett gehörten außer ihm Bernard Wieman, Rudolf Gosling und der spätere Geheimrat Schneider an. Hecker war Teil des Kuratoriums des neu gegründeten Konservatoriums Osnabrück.
Am 9. Januar 1944 wurde Hecker die Justus-Möser-Medaille der Stadt Osnabrück verliehen.
Franz Hecker kam im Zweiten Weltkrieg bei einem Bombenangriff auf Osnabrück ums Leben, als eine Bombe in den Eingang des in seinem Wohnhaus unweit des Zoos befindlichen Bunkers rollte und explodierte. An dieses Ereignis erinnert eine Gedenktafel am Ort des Unglücks. Am 13. Dezember 1944 hielt der Schriftsteller Ludwig Bäte bei der öffentlichen Gedächtnisfeier im Haus von Agnes Schoeller eine Rede auf den Verstorbenen. Sein Grab befindet sich auf dem Johannisfriedhof in der Osnabrücker Neustadt.
Die 1909 gegründete Nahner Grundschule (heute Franz-Hecker-Schule) sowie die Heckerstraße in Osnabrück wurden nach ihm benannt. Die Kreissparkasse Bersenbrück lobt seit 2004 in zweijährlichem Rhythmus ein „Franz-Hecker-Stipendium“ aus, das junge Künstler fördern soll.
Die denkmalgeschützte Villa Hecker ist seit 2013 Sitz der Bohnenkamp-Stiftung, die das Andenken des Künstlers fördert. Seit 2016 fördert die Egerland-Stiftung das Projekt „Heimat und Fremde – auf den Spuren von Franz Hecker“, das sich besonders an junge Teilnehmer mit Migrationshintergrund wendet.

## 1937 als „entartet“ beschlagnahmte und vernichtete Werke
- Frauenkopf (Tafelbild)
- Männlicher Kopf (Tafelbild)
- Drei Pferde (Aquarell)
- Frauenkopf (Aquarell)
- Stranddünen (Aquarell)

## Ausstellungen
- 1903 (17.5.–15.6.): Artländer Bauernbilder und Pastelle, Dürerbundausstellung Museum Osnabrück
- 1909 (15.11.–1.11.): Radierungen, Dürerbundausstellung Osnabrück
- 1909: Landesmuseum Münster
- 1909: München – Teilnahme an der Jahresausstellung im Glaspalast mit einer Radierung („Quartett“)
- 1911: München – Teilnahme an der Jahresausstellung im Glaspalast mit zwei Radierungen („Feierabend“ u. „Spaziergang“)
- 1914: München – Teilnahme an der Jahresausstellung im Glaspalast mit der Radierung „Spaziergang“
- 1916: Altarbild, Dürerbundausstellung Osnabrück
- 1927: Nordhorn (Gemälde und Radierungen)
- 1933: Dürerbund-Jubiläumsausstellung zum 30-jährigen Jubiläum in Osnabrück
- 1933: Bielefeld
- 1940: Schloss Osnabrück – Ausstellung zum 70. Geburtstag
- 1940: Museum Bielefeld – Ausstellung zum 70. Geburtstag
- 1959: Hecker und seine Zeitgenossen, Städtisches Museum
- 1971: Ölskizzen Kulturgeschichtliches Museum Osnabrück
- 1982: Grafik, Gemälde, Skizzen – Bohmte, Bad Iburg, Bad Laer, Quakenbrück, Fürstenau, Bersenbrück
- 1995: (Radierungen und Ölskizzen) im Museum Villa Stahmer, Georgsmarienhütte
- 2003 (11.2. – 4.5.): Franz Hecker – das druckgrafische Werk, Tuchmachermuseum Bramsche
- 2003: Bersenbrück – Gemälde und Kohlezeichnungen
- 2003/2004: Bremen-Vegesack, Stiftung Fritz und Hermine Overbeck
- 2006/2007: Meisterwerke aus der Sammlung Rehme, Kreismuseum Bersenbrück
- 2013/2014: „Goodbye Paradise. Franz Hecker – Natur und Traum“, Osnabrück
- 2018: „hecker nonstop“, Museum im Kloster Bersenbrück
- 2020: „Franz Hecker-Gemälde“, Museumsquartier Osnabrück
- 2020: Franz Hecker zum 150. Geburtstag – Orte seinen Schaffens, Museum im Kloster Bersenbrück